# Club Deportivo Lorca
El Club Deportivo Lorca fou un club de futbol de la ciutat de Llorca a la Regió de Múrcia. Jugava els seus partits a l'estadi Municipal de San José, amb capacitat per a 8.000 espectadors.
Va ser fundat l'any 1950, adoptant el nom del CD Lorca, que existí durant la dècada de 1930. El clubs substituí el Lorca CF, continuador del CD Lorca i dissolt uns anys abans. El nou CD Lorca ingressà en la Primera Regional de Múrcia el 1951. Aquell any guanyà la lliga i ascendí a Tercera Divisió.
El Lorca jugà 14 temporades consecutives a Tercera, abans de descendir el 1966 i a continuació desaparèixer. Tres anys més tard, el CF Lorca Deportiva va ser fundat.
Evolució de l'uniforme:
| 1950 | 1953 |

Evolució dels principals clubs de Llorca:
- Lorca Foot-ball Club (1901-1928)
- Unión Deportiva Lorquina (1922-1924)
- Lorca Sport Club (1928-1932)
- Club Deportivo Lorca (1933-1935) → Lorca Fútbol Club (1935-1941) → Lorca Club de Fútbol (1941-1946)
- Club Deportivo Lorca (1950-1966)
- CF Lorca Deportiva (1969-1994)
- Lorca Promesas CF (1986-1994)
- Lorca Club de Fútbol (1994-2002)
- Lorca Deportiva CF (2002-2011) → Lorca Deportiva Olímpico (2011-2012)
- Sangonera Atlético CF (1996-2010) → Lorca Atlético CF (2010-2012)
- La Hoya Deportiva CF (2003-2010) → La Hoya Lorca CF (2010-2017) → Lorca FC (2017-2022)
- Club de Fútbol Lorca Deportiva (2012-)

## Temporades
Font:
| Temporada | Nivell | Divisió | Posició | Copa del Rei |
| --------- | ------ | ------- | ------- | ------------ |
| 1951–52   | 4      | 1a Reg. | 1r      |              |
| 1952–53   | 3      | 3a Div. | 11è     |              |
| 1953–54   | 3      | 3a Div. | 10è     |              |
| 1954–55   | 3      | 3a Div. | 6è      |              |
| 1955–56   | 3      | 3a Div. | 6è      |              |
| 1956–57   | 3      | 3a Div. | 10è     |              |
| 1957–58   | 3      | 3a Div. | 8è      |              |
| 1958–59   | 3      | 3a Div. | 5è      |              |

| Temporada | Nivell | Divisió | Posició | Copa del Rei |
| --------- | ------ | ------- | ------- | ------------ |
| 1959–60   | 3      | 3a Div. | 6è      |              |
| 1960–61   | 3      | 3a Div. | 7è      |              |
| 1961–62   | 3      | 3a Div. | 3r      |              |
| 1962–63   | 3      | 3a Div. | 8è      |              |
| 1963–64   | 3      | 3a Div. | 13è     |              |
| 1964–65   | 3      | 3a Div. | 12è     |              |
| 1965–66   | 3      | 3a Div. | 16è     |              |